# Jan IX (papież)
Jan IX OSB (łac. Ioannes IX, zm. w styczniu 900 w Rzymie) – papież w okresie od stycznia 898 do stycznia 900.

## Życiorys
Przed wyborem na Stolicę Piotrową był opatem klasztoru benedyktynów.
Z początku papieżem został wybrany Sergiusz III (wówczas biskup Caere), lecz stronnictwo proformozańskie obaliło go i w styczniu 898 wybrało Jana IX z Tivoli. Popierał go Lambert z Maastricht, król Italii, który wypędził Sergiusza III z Rzymu.
Jan IX zwołał synod w Rzymie, gdzie spalono akta synodu trupiego i przeprowadzono rehabilitację Formozusa. Pozbawiono wówczas urzędów kościelnych tylko Sergiusza i pięciu jego najbliższych współpracowników, a także zakazano sądów nad zmarłymi w przyszłości. Ponadto uznano, że elekcji papieskiej mogą dokonać tylko biskupi i kapłani rzymscy, a konsekracja powinna się odbywać w obecności posłów cesarskich.
Drugi synod Jan zwołał w Rawennie, pod opieką Lamberta III. Potwierdzono tam władzę księstwa Spoleto nad Państwem Kościelnym, a także zapewniono każdemu obywatelowi Rzymu możliwość odwoływania się do cesarza. W podzięce Lambert przywrócił dawne przywileje Stolicy Apostolskiej i udzielił gwarancji jej posiadłościom.
Został pochowany w bazylice Świętego Piotra.